# José Venancio López Requena

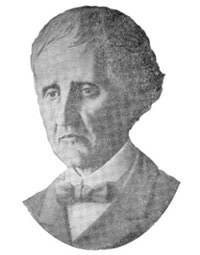
José López Requena

José Venancio López Requena (* 1791 in Guatemala-Stadt; † 28. September 1863 ebenda) war ein guatemaltekischer Politiker und kurzzeitig Präsident Guatemalas.
José Venancio López wurde als Sohn des Cayetano López Campillo, Ritter des Ordens von Santiago, und der Francisca Requena in Guatemala-Stadt geboren. Er studierte Jura in Spanien und schloss das Studium im Jahre 1812 mit herausragenden Ergebnissen ab. Nach Guatemala zurückgekehrt, war er als Anwalt tätig und diente auf verschiedenen Positionen in der Kolonialverwaltung. Zuletzt war er im Jahre 1820 als Syndikus Mitglied des Gemeinderats von Guatemala-Stadt.
Nach der Unabhängigkeit von Spanien gehörte López als Konservativer der Nationalversammlung der Zentralamerikanischen Konföderation an, der er auch wiederholt als Präsident vorstand.
Am 14. Dezember 1841 wurde er zum Präsidenten von Guatemala ernannt. Die einzige wesentliche Entscheidung seiner kurzen Regierungszeit bestand in der Aufnahme von Staatsschulden in Höhe von 4.000 Pesos zur Zahlung ausstehenden Solds an die Soldaten Rafael Carreras. Angesichts des zunehmenden Drucks durch Carrera und der geringen Entscheidungsspielräume, die ihm dadurch blieben, trat López nach nur fünf Monaten am 14. Mai 1842 zurück.